# レッドリスト

生物の群別によるレッドリスト指定種の割合。 は絶滅、 は深刻な危機、 は危機、は危急種 ※評価種のうちの割合。地球上全種を考慮すれば割合は小さくなる（2023 IUCN Red Listより)

レッドリスト（英語: Red List, RL）とは、国際自然保護連合（IUCN）が作成した絶滅のおそれのある野生生物のリスト。正式には The IUCN Red List of Threatened Speciesという。毎年2回以上の更新を努力目標としている。注目を集めるために、国際自然保護連合総会をはじめ、生物多様性条約締約国会議やワシントン条約締約国会議などの大きなイベントに合わせて更新されることが多い。
また、日本では環境省が作成した「絶滅のおそれのある野生生物の種のリスト」や、各都道府県が作成した都道府県別レッドデータブックも、レッドリストと呼ばれる。
絶滅のおそれのある生物のおかれた状況の深刻さと、保護の緊急性をあらわすためにレッド（=赤）と名付けられているが、しばしば人に害を及ぼす危険生物のリストと誤認されることがある。

## 概要
最初のIUCN版レッドリストは、1964年に作成された。しかし、それ以前からレッドリストの作成に関する動きはあり、1940年代に哺乳類や鳥類の個体数の減少の報告が、1950年代にはIUCNが絶滅の危機のある野生生物をカード化して整理を始めた。これがレッドリストの先駆けである。そして、上述のように、1966年にノエル・シモン編『レッドデータブック第1巻「哺乳類」』及びジェイムズ・フィッシャー、ジャック・ビンセント編『第2巻「鳥類」』が発表された。その後、1968年にレネ・ホネッガー (René E. Honegger) 編『第3巻「爬虫類と両生類」』、1970年にロナルド・メルビル編『第5巻「種子植物」』、1977年にロバート・ラッシュ・ミラー編『第4巻「淡水魚」』が次々と発表された。これらは、更新の便からルーズリーフ形式が採用されている。
その後、1970年代から1980年代にかけて、レッドリストの更新や新たな分類群のレッドリストの作成が進められ、1986年に"1986 IUCN red list of threatened animals"と呼ばれる「本」の形式で出版された後、2000年にはインターネットを通じて提供されるようになった。

## カテゴリーと基準
レッドリストのカテゴリとその評価基準 (Categories & Criteria) の変遷を説明する。
1940年代〜1968年
この時代には統一された用語や評価基準は無かった。
1969年
1969年にカテゴリの統一化、整理が進み、絶滅危惧、希少、減少、非認定の4つの評価基準が定められた。
1970年〜1990年
1969年版カテゴリと基準をベースにいくつかの検討がなされる。
1991年 (ver.1.0)
新しいカテゴリーの基本。大型脊椎動物に関する数値基準が示される。
1992年 (ver.2.0)
ver.1.0の改訂版。種々の分類群に適用できるようにした数値基準を設けるとともに、絶滅のおそれが少ない種に対するカテゴリーが導入された。

1994年版 (ver.2.3)
よく知られているカテゴリーと基準の1つ。定量的な数値基準を採用するためにカテゴリーと基準の全面改訂が行われ、1994年12月に数値基準を導入した新システムが採択された。その後のIUCNのレッドリストはこの1994年版のカテゴリーに従って作成されている。1996年10月発表の絶滅危惧動物のレッドリスト 1996 IUCN Red List of Threatened Animals  が1994年版のカテゴリーと基準を用いた最初のIUCNレッドリストである。
- Evaluated - 評価済
  - Adequate data - 充分なデータあり
    - Extinct (EX) - 「絶滅」
    - Extinct in the Wild (EW) - 「野生絶滅」
    - Threatened - 「危惧」あるいは「絶滅のおそれのある状態」（絶滅危惧）
      - Critically Endangered (CR) - 「絶滅寸前」（絶滅危惧IA類）
      - Endangered (EN) - 「絶滅危機」（絶滅危惧IB類）
      - Vulnerable (VU) - 「危急」（絶滅危惧II類）

    - Lower Risk (LR) - 「低リスク」
      - Lower Risk - Conservation Dependent (LR/cd) - 「保全対策依存」
      - Lower Risk - Near Threatened (LR/nt) - 「準絶滅危惧」（準絶滅危惧）
      - Lower Risk - Least Concern (LR/lc) - 「軽度懸念」

  - Data Deficient (DD) - 「データ不足」（情報不足）

- Not Evaluated (NE) - 「未評価」

※凡例
1.  （ ）は、環境省レッドリストの対応用語。 

このカテゴリーと基準を海産魚類に適用したことをきっかけに、経済的な取引の対象となる生物への適用が議論となった。
2001年版 (ver. 3.1)
2015年5月現在採用されているカテゴリーと基準。2000年2月に、2001年版 (Ver. 3.1) カテゴリーと基準が採択された。2001年1月以降の評価はこの基準に従って行われている。しかし、1994年版に従ってすでに行われた全分類を2001年版に従って見直すことは、即時にできることではない。そのため、1994年版と2001年版が併用されており、"ver. 2.3 (1994)" あるいは "ver. 3.1 (2001)" と表示し、どのカテゴリーに従った評価なのかがわかるようになっている。
2001年版 (Ver. 3.1) によるカテゴリーは下記の通りである。Lower Risk以下が変化している。
- Evaluated - 「評価済み」
  - Adequate data - 「十分なデータあり」
    - Extinct (EX) - 「絶滅」＜絶滅種＞（絶滅）
    - Extinct in the Wild (EW) - 「野生絶滅」＜野生絶滅種＞（野生絶滅）
    - Threatened - 「絶滅危惧」＜絶滅危機種＞（絶滅危惧、絶滅のおそれのある種）
      - Critically Endangered (CR) - 「深刻な危機」＜近絶滅種＞（絶滅危惧IA類）
      - Endangered (EN) - 「危機」＜絶滅危惧種＞（絶滅危惧IB類）
      - Vulnerable (VU) - 「危急」＜危急種＞（絶滅危惧II類）

    - Near Threatened (NT) - 「準絶滅危惧」＜近危急種＞（準絶滅危惧）
    - Least Concern (LC) - 「低懸念」＜低危険種＞

  - Data Deficient (DD) - 「データ不足」＜情報不足種＞（情報不足）

- Not Evaluated (NE) - 「未評価」

※凡例
1.  ＜＞はWWF-Jの訳語。 

## レッドリストの変遷
1966年
ルーズリーフ形式で発表された。
1986年
初めて本の形式で発表された。
1988年版
1990年版
1994年版
1996年版
1996年10月に「1996 絶滅危惧動物に関するIUCNレッドリスト」("1996 IUCN Red List of Threatened Animals" (Baillie and Groombridge 1996)) が発表された。1994年版 (Ver. 2.3) のカテゴリーに従って発表された最初のレッドリストである。
2000年版
インターネットによる情報提供がはじまる。
掲載する絶滅危惧種1万1,046種、調査種の総計は1万6,507種である。
2001年版
更新なし。
2002年版
2002年8月10日に、 "The IUCN Red List of Threatened SpeciesTM" 更新版 (IUCNレッドリスト2002) が発表され、掲載する絶滅危惧種1万1,167種、調査種の総計は1万6,607種である。
2003年版
掲載する絶滅危惧種1万2,259種、調査種の総計は2万2,424種である。
2004年版
掲載する絶滅危惧種1万5,503種、調査種の総計は3万8,046種である。
2005年版
更新なし。
2006年版
2006年5月8日に「2006 絶滅危惧種に関するIUCNレッドリスト」("2006 IUCN Red List of Threatened Species") が発表された。調査対象の40,168種のうち、絶滅のおそれのある種 (Threatened) は16,118種、絶滅 (Extinct) が784種、野生絶滅 (Extinct in the Wild) が65種になった。カテゴリー基準は2001年版 (Ver. 3.1) と1994年版 (Ver. 2.3) が混在している。この年以降、毎年更新されている。
2007年版
2007年9月12日に「2007 絶滅危惧種に関するIUCNレッドリスト」("2007 IUCN Red List of Threatened Species") が発表された。評価種総計4万1，415種のうち、絶滅のおそれのある種 (Threatened) は16,306種で、2006年版よりも188種が増加した。
2008年版
2008年10月6日に「2008 絶滅危惧種に関するIUCNレッドリスト」("2008 IUCN Red List of Threatened Species") が発表された。評価種総計4万4，838種のうち、絶滅のおそれのある種 (Threatened) は16,928種で、2007年版よりも622種が増加した。
2009年版
2009年11月3日に「2009 絶滅危惧種に関するIUCNレッドリスト」("2009 IUCN Red List of Threatened Species") が発表された。評価種総計4万7，677種のうち、絶滅のおそれのある種 (Threatened) は17,291種で、2008年版よりも363種が増加した。
2010年版
2010年10月27日に「2010 絶滅危惧種に関するIUCNレッドリスト」("2010 IUCN Red List of Threatened Species") が発表された。評価種総計5万5，926種のうち、絶滅のおそれのある種 (Threatened) は1万8,351種で、2009年版よりも1,060種が増加した。
2011年版
2011年11月10日に、 "The IUCN Red List of Threatened SpeciesTM" 更新版 (IUCNレッドリスト2011.2) が発表され、掲載する絶滅危惧種1万9,570種、評価種の総計は6万1,914種である。
2012年版
2012年10月17日に、 "The IUCN Red List of Threatened SpeciesTM" 更新版 (IUCNレッドリスト2012.2) が発表され、掲載する絶滅危惧種2万219種、評価種の総計は6万5,518種である。
2013年版
2013年11月26日に、 "The IUCN Red List of Threatened SpeciesTM" 更新版 (IUCNレッドリスト2013.2) が発表され、掲載する絶滅危惧種2万1,286種、評価種の総計は7万1,576種である。
2014年版
2014年11月17日に "2014 IUCN Red List of Threatened Species™" が発表された。クロマグロやアメリカウナギなどの海産資源種がレッドリストに掲載された。掲載する絶滅危惧種2万2,413種、評価種の総計は7万6,199種である。
2015年版
2015年11月19日に "2015 IUCN Red List of Threatened Species™" が発表され、評価種総計7万9，837種のうちアユモドキやマンボウを含む2万3,250種が絶滅のおそれのある種（Threatened）と評価された。
2016年版
2016年7月5日に "2016 IUCN Red List of Threatened Species™" が発表された。年度最終版(IUCNレッドリスト2016-3) は、12月9日発表され、掲載する絶滅危惧種2万4,307種、評価種の総計は8万5,604種である。
2017年版
2017年12月5日に、 "The IUCN Red List of Threatened Species™" 更新版 (IUCNレッドリスト2017-3) が発表され、掲載する絶滅危惧種2万5,821種、評価種の総計は9万1,523種である。
2018年版
2018年11月14日に、 "The IUCN Red List of Threatened Species™" 更新版 (IUCNレッドリスト2018-2) が発表され、掲載する絶滅危惧種2万6,840種、評価種の総計は9万6,951種である。
2019年版
2019年12月10日に "The IUCN Red List of Threatened Species™" 更新版 (IUCNレッドリスト2019-3) が発表され、掲載する絶滅危惧種3万178種、評価種の総計は11万2,432種である。
2020年版
2020年12月10日に、 "The IUCN Red List of Threatened Species™" 更新版 (IUCNレッドリスト2020-3) が発表され、掲載する絶滅危惧種3万5,765種、評価種の総計は12万8,918種である。
2021年版
2021年12月9日に、 "The IUCN Red List of Threatened Species™" 更新版 (IUCNレッドリスト2021-3) が発表され、掲載する絶滅危惧種4万84種、評価種の総計は14万2,577種である。
2022年版
2022年12月9日に"The IUCN Red List of Threatened Species™" 更新版 (IUCNレッドリスト2022-2) が発表され、掲載する絶滅危惧種4万2,108種、評価種の総計は15万0,388種である。
2023年版
2023年12月11日に気候変動会議COP28で、 "The IUCN Red List of Threatened Species™" 更新版 (IUCNレッドリスト2023-1) が発表され、掲載する絶滅危惧種4万4,016種、評価種の総計は15万7,190種である。
2024年版
2024年10月28日に生物多様性条約の第16回締約国会議（CBD-COP16）で、"The IUCN Red List of Threatened Species™" 更新版 (IUCNレッドリスト2024-2) が発表され、掲載する絶滅危惧種4万6,337種、評価種の総計は16万6,061種である。評価種総計16万種という当初設定指標を達成し、次の目標値である26万種を目指す。

## IUCN以外のレッドリスト
IUCNのレッドリスト発表後、各国の所管政府機関などによって、同様のリストが独自に作成されてきた。これらの多くは、IUCNのカテゴリーに準拠したものもある。

### 日本におけるレッドリスト
日本では環境省により作成されているほか、水産庁や地方公共団体、学術団体などにより作成されている。
日本においてはレッドリストやレッドデータブックに掲載された生物に対する法令等の規制はないが、絶滅のおそれのある野生動植物の種の保存に関する法律（種の保存法）における希少野生動植物種の指定や環境アセスメントなどの野生生物の保護・保全における基礎資料として用いられる。

#### 環境省

##### レッドリストとレッドデータブックの違い
環境省では、レッドリストとレッドデータブックという2つの資料を作成・公表する。レッドリストは絶滅のおそれのある野生生物の名称（学名、和名等現地名）、カテゴリー等の最低限の情報のみをリストするものであり、レッドデータブックよりも短期間で作成することができる。一方レッドデータブックには、レッドリストの内容に加え、形態、繁殖・採餌等の生態、分布、生育・生息環境、生育・生息状況、絶滅の要因、保全対策などのより詳細な情報が盛り込まれており、掲載種の基本的な情報を得ることができるようになっている。しかしながら、最新の知見を収集し、それらを取りまとめるため、作成に時間がかかるという欠点もある。例えば、環境省ではレッドリストの公表からレッドデータブックの作成までの期間を見ると、最も短い両生類・爬虫類で2年半、最も時間が掛かった昆虫類で6年以上経過している。絶滅の危機に瀕している野生生物の状況は短期間で悪化することもある。そのため、いち早くレッドリストを確定・公表し、その後詳細な情報をとりまとめたレッドデータブックを作成するという2段階の作業をとっている。
この作成期間の差から、レッドリストとレッドデータブックで記載されている内容が変更されることもある。環境省の哺乳類では、1998年公表のレッドリストでは1亜種としていたニホンカワウソを、1998年発行のレッドデータブックでは本州以南個体群と北海道個体群の2つの亜種に分けている。また、維管束植物では、1997年公表のレッドリストで情報不足に評価された種（亜種・変種）について可能な限り再評価し、2000年発行のレッドデータブックでは絶滅危惧 (Threatened) に評価された種が266分類群も増加している。
レッドリストとレッドデータブックの作成期間が開いた場合、レッドデータブックの発刊後すぐに、見直されたレッドリストが公表されるという場合もある。環境省の甲殻類等とクモ形類・多足類等のレッドデータブックは2006年2月に発行されたが、その年の12月に新しいレッドリストが公表されている。
なお、レッドリストとレッドデータブックの2段階に分けず、レッドデータブックとして1回のみ公表する場合もある。特に日本の地方自治体（都道府県など）ではその傾向にあるが、環境省（当時環境庁）が1991年（平成3年）に発行した『日本の絶滅のおそれのある野生生物』（動物版レッドデータブック）においても、先行してレッドリストを公表してはいない。

##### 環境省レッドリストのカテゴリーと定義
1991年版カテゴリー
IUCNの1966年版カテゴリーを元に設定された。
- 絶滅種 (Ex)
- 絶滅危惧種 (E)
- 危急種 (V)
- 希少種 (R)
- 地域個体群 (LP)

1997年版カテゴリー
IUCNの#1994年版カテゴリーを元に設定されたが、LR/cd（低リスク/保全対策依存）・LR/lc（低リスク/軽度懸念）・NE（未評価）に相当するカテゴリーは設定していない。また、詳細なカテゴリーの定義については下記を参照。また、カテゴリーの判定基準は「定性的要件」と「定量的要件」を組み合わせたものになっており、分類群あるいは評価対象種の状況に応じていずれかが採用されている（無脊椎動物や植物IIでは全面的に定性的要件が使用されており、絶滅危惧IA類とIB類の区分もされていない）。
- 絶滅 (Extinct, EX) - 日本ではすでに絶滅したと考えられる種
- 野生絶滅 (Extinct in the Wild, EW) - 飼育・栽培下でのみ存続している種
- 絶滅危惧 (Threatened)
  - 絶滅危惧I類 (CR+EN) - 絶滅の危機に瀕している種
    - 絶滅危惧IA類 (Critically Endangered, CR) - ごく近い将来における野生での絶滅の危険性が極めて高いもの
    - 絶滅危惧IB類 (Endangered, EN) - IA類ほどではないが、近い将来における野生での絶滅の危険性が高いもの

  - 絶滅危惧II類 (Vulnerable, VU) - 絶滅の危険が増大している種

- 準絶滅危惧 (Near Threatened, NT) - 存続基盤が脆弱な種
- 情報不足 (Data Deficient, DD) - 評価するだけの情報が不足している種
- ［付属資料］絶滅のおそれのある地域個体群 (Threatened Local Population, LP) - 地域的に孤立している個体群で、絶滅のおそれが高いもの

2007年（2006年）版カテゴリー
カテゴリー区分は環境省1997年版カテゴリーと同じであるが、カテゴリー定義が若干変更されている。
1991年版と1997年版・2007年版カテゴリーの比較
1991年版と1997年版・2007年版カテゴリーの比較を参考として記載する。
| 1997年版・2007年版カテゴリー      | 1991年版カテゴリー |
| --------------------------------- | ------------------ |
| 絶滅 (EX)                         | 絶滅種 (Ex)        |
| 野生絶滅 (EW)                     | －                 |
| 絶滅危惧I類 (CR+EN)               | 絶滅危惧種 (E)     |
| 絶滅危惧II類 (VU)                 | 危急種 (V)         |
| 準絶滅危惧 (NT)                   | 希少種 (R)         |
| 情報不足 (DD)                     | －                 |
| 絶滅のおそれのある地域個体群 (LP) | 地域個体群 (LP)    |

2012年・2013年版カテゴリー
クニマスの再発見により、野生絶滅の判定基準を「飼育・栽培下でのみ存続している種」から「飼育・栽培下あるいは自然分布域の明らかに外側で野生化した状態でのみ存続している種」に変更した。
2017年版カテゴリー
2012（平成24）年度に第4次レッドリスト（絶滅のおそれのある野生生物の種のリスト）を取りまとめており、2015（平成27）年度から、生息状況の悪化等によりカテゴリー（ランク）の再検討が必要な種について、時期を定めず必要に応じて個別に改訂することとしている。環境省レッドリスト2017は、第4次レッドリストの第2回目の改訂版。環境省レッドリスト2017における13分類群に海洋生物レッドリストを加えた絶滅危惧種は3,690種。
| 分類                              | 定義                                                                                         |
| --------------------------------- | -------------------------------------------------------------------------------------------- |
| 絶滅 (EX)                         | 日本ではすでに絶滅したと考えられる種                                                         |
| 野生絶滅 (EW)                     | 飼育・栽培下、あるいは自然分布域の明らかに外側で野生化した状態でのみ存続している種           |
| 絶滅危惧Ⅰ類 (CR+EN)               | 絶滅の危機に瀕している種                                                                     |
| 絶滅危惧ⅠA類(CR)                  | ごく近い将来における野生での絶滅の危険性が極めて高いもの                                     |
| 絶滅危惧ⅠB類(EN)                  | ⅠA類ほどではないが、近い将来における野生での絶滅の危険性が高いもの                           |
| 絶滅危惧Ⅱ類 (VU)                  | 絶滅の危険が増大している種                                                                   |
| 準絶滅危惧 (NT)                   | 現時点での絶滅危険度は小さいが、生息条件の変化によっては「絶滅危惧」に移行する可能性のある種 |
| 情報不足(DD）                     | 評価するだけの情報が不足している種                                                           |
| 絶滅のおそれのある地域個体群 (LP) | 地域的に孤立している個体群で、絶滅のおそれが高いもの                                         |

##### 環境省レッドリスト
1991年版（1回目）
環境庁（当時・環境省）は、1986年度から「緊急に保護を要する動植物の種の選定調査」を実施し、その結果を『日本の絶滅のおそれのある野生生物－脊椎動物編』、『同－無脊椎動物編』（通称『レッドデータブック』）として取りまとめ、1991年5月に脊椎動物編を10月に無脊椎動物編を発行した。最初の環境省版レッドリストは、レッドデータブックという形態で、動物についてのみ取り扱っていた。
1997-2000年版（2回目）
1994年に、IUCNで上記の新しいカテゴリーが採択された。そこで環境庁でも、1995年より、新しい基準とカテゴリーを適用する形でレッドリストの見直し作業を開始することとなった。この際に、生息状況や生息環境の変化に関するその後の知見等も取り入れることとした。しかし純粋に定量化されたIUCNのカテゴリーをそのまま導入するには種ごとの国内の知見に限界もあることから、定性的要件と定量的要件を併用したカテゴリーとされた。
初版レッドデータブックの作成時と違い、この見直し作業は各分類群（哺乳類、鳥類など）ごとに分割して行われた。まず1997年8月に「爬虫類・両生類」のレッドリストが公表されたのを皮切りに、同月に「植物I（維管束植物）」、「植物II（維管束植物以外）」、翌1998年6月に「哺乳類」「鳥類」、1999年2月に「汽水・淡水魚類」のレッドリストが続き、2000年4月の「昆虫類」「その他の無脊椎動物」の公表をもって、全分類群のレッドリストが完成した。
その後、2006年8月までに「その他の無脊椎動物」を基にしたレッドデータブック（「陸・淡水産貝類（2005年）」及び「クモ形類・甲殻類等（2006年）」）が出版され、それぞれのレッドリストを元にした改訂版レッドデータブックは全て完成した。
2006-2007年版（3回目）
2006年12月22日に「鳥類」、「爬虫類」、「両生類」及び「その他無脊椎動物」の新レッドリストが、2007年8月3日に「哺乳類」、「汽水・淡水魚類」、「昆虫類」、「貝類」、「植物I（維管束植物）」及び「植物II（維管束植物以外）」の新レッドリストが公表された。これで全10分類群の見直し作業が終了した。その結果、絶滅のおそれのある種としてレッドリストに掲載された種の数は、全10分類群合計で2,694種（旧リスト）から3,155種（新リスト）となった。
2012-2013年版（4回目）
2012年8月28日に「哺乳類」「鳥類」「爬虫類」「両生類」「昆虫類」「貝類」「その他無脊椎動物」「植物I（維管束植物）」「植物II（維管束植物以外）」、2013年2月1日に「汽水・淡水魚類」のレッドリストが公表された。絶滅のおそれのある種は全10分類群合計で3,597種であり、2006-2007年版と比較して442種増加した。
2015年版
2015年9月15日に「環境省レッドリスト2015」が公表された。2012-2013年版で絶滅危惧II類（VU）だったゼニガタアザラシが準絶滅危惧（NT）と再評価されたため、絶滅のおそれのある種は全10分類群合計で3,596種となった。
2017年版
2017年3月31日に「環境省レッドリスト2017」が公表された。絶滅のおそれのある種は13分類群合計で3,634種となり、2015年版と比較して38種増加した。追加されたのは、絶滅したと見なされていたが宮崎県の川南湿原で自生が確認されたヒュウガホシクサ、対馬固有種のツシマウラボシシジミ、八重山諸島のヤエヤマイシガメ、小笠原諸島のオガサワラクロベンケイガニ。
2018年版
2018年5月22日に「環境省レッドリスト2018」が公表された。絶滅のおそれのある種は13分類群合計で3,675種となり、2017年版と比較して41種増加した。
2019年版
2019年1月24日に「環境省レッドリスト2019」が公表された。これまで野生絶滅(EW)と評価されていたトキが絶滅危惧IA類(CR)と再評価されたことで、絶滅のおそれのある種は13分類群合計で3,676種となり、2018年版と比較して1種増加した。
2020年版
2020年3月27日に「環境省レッドリスト2020」が公表された。絶滅のおそれのある種は13分類群合計で3,716種となり、2019年版と比較して40種増加した。
海洋生物版
2017年3月17日に海洋生物レッドリストを公表した。魚類や珊瑚、甲殻類など5分類の約1万120種について調査(水産庁所管の食用魚は対象外)。オガサワラサンゴを絶滅と判断したほか、シロワニなど56種を絶滅危惧種とした。
2025-2026(予定)年版（5回目）
2025年3月18日に「維管束植物」「蘚苔類」「藻類」「地衣類」「菌類」のレッドリストが公表された 。植物及び菌類のリストにおいて、評価された2,952種のうち、2,063種が絶滅危惧種とされ、レッドリスト2020に比べて207種類減少した。

動物のレッドリストについては、2025年（令和7年）から2026年（令和8年）度にかけて順次公表予定。

第５次レッドリストでは、海水魚類を含めた16分類群について、全分類群で統一的な評価を行うこととし、新たに「レッドリスト作成の手引」を作成して、絶滅のおそれに関する基準をより具体的に設定している。
環境省版レッドリストの公表年月日
| 分類群                   | 1991年版   | 1997-2000年版 | 2006-2007年版  | 2012-2013年版 | 備考                                                                       |
| ------------------------ | ---------- | ------------- | -------------- | ------------- | -------------------------------------------------------------------------- |
| 動物                     |            |               |                |               |                                                                            |
| 哺乳類                   | 1991年5月  | 1998年6月12日 | 2007年8月3日   | 2012年8月28日 | -                                                                          |
| 鳥類                     | 1991年5月  | 1998年6月12日 | 2006年12月22日 | 2012年8月28日 | -                                                                          |
| 爬虫類                   | 1991年5月  | 1997年8月7日  | 2006年12月22日 | 2012年8月28日 | -                                                                          |
| 両生類                   | 1991年5月  | 1997年8月7日  | 2006年12月22日 | 2012年8月28日 | -                                                                          |
| 汽水・淡水魚類           | 1991年5月  | 1999年2月18日 | 2007年8月3日   | 2013年2月1日  | 1999年公表のリストの名称は「魚類」。                                       |
| 昆虫類                   | 1991年10月 | 2000年4月12日 | 2007年8月3日   | 2012年8月28日 | -                                                                          |
| 貝類                     | 1991年10月 | 2000年4月12日 | 2007年8月3日   | 2012年8月28日 | 2000年公表のリストの名称は「陸・淡水産貝類」。                             |
| その他無脊椎動物         | 1991年10月 | 2000年4月12日 | 2006年12月22日 | 2012年8月28日 | 2000年公表のリストでは「クモ形類・多足類等」と「甲殻類等」に分かれていた。 |
| 植物                     |            |               |                |               |                                                                            |
| 植物I（維管束植物）      | -          | 1997年8月28日 | 2007年8月3日   | 2012年8月28日 | [ 51 ]                                                                     |
| 植物II（維管束植物以外） | -          | 1997年8月28日 | 2007年8月3日   | 2012年8月28日 | 藻類、蘚苔類、地衣類、菌類が対象                                           |

各環境省レッドリストへのリンク
- 環境省報道発表資料 『両生類・爬虫類のレッドリストの見直しについて』、1997年8月7日。
- 環境省報道発表資料 『植物版レッドリストの作成について』、1997年8月28日。
- 環境省報道発表資料 『哺乳類及び鳥類のレッドリストの見直しについて』、1998年6月12日。
- 環境省報道発表資料 『汽水・淡水魚類のレッドリストの見直しについて』、1999年2月18日。
- 環境省報道発表資料 『無脊椎動物（昆虫類、貝類、クモ類、甲殻類等）のレッドリストの見直しについて』、2000年4月12日。
- 環境省報道発表資料 『鳥類、爬虫類、両生類及びその他無脊椎動物のレッドリストの見直しについて』、2006年12月22日。
- 環境省報道発表資料 『哺乳類、汽水・淡水魚類、昆虫類、貝類、植物I及び植物IIのレッドリストの見直しについて』、2007年8月3日。
- 環境省報道発表資料 『レッドリストの修正について』、2007年10月5日。
- 環境省報道発表資料 『環境省 第4次レッドリストの公表について（汽水・淡水魚類を除く9分類群）』、2012年8月28日。
- 環境省報道発表資料 『環境省 第4次レッドリストの公表について（汽水・淡水魚類）』、2013年2月1日。
- 環境省報道発表資料 『環境省レッドリスト2015の公表について』、2015年9月15日。
- 環境省報道発表資料 『環境省版海洋生物レッドリストの公表について』、2017年3月17日。
- 環境省報道発表資料 『環境省レッドリスト2017の公表について』、2017年3月31日。
- 環境省報道発表資料 『環境省レッドリスト2018の公表について』、2018年5月22日。
- 環境省報道発表資料 『環境省レッドリスト2019の公表について』、2019年1月24日。
- 環境省報道発表資料 『環境省レッドリスト2020の公表について』、2020年3月27日。
- 環境省報道発表資料 『環境省 第５次レッドリスト（植物・菌類）の 公表について』、2025年3月18日。

掲載種のリスト
- 哺乳類レッドリスト
- 鳥類レッドリスト
- 両生類・爬虫類レッドリスト
- 汽水・淡水魚類レッドリスト
- 昆虫類レッドリスト
- 貝類レッドリスト
- その他無脊椎動物レッドリスト
- 維管束植物レッドリスト
- 植物II（維管束植物以外）レッドリスト

#### その他日本におけるレッドリスト
水産庁は2000年（平成12年）に「日本の希少な野生水生生物に関するデータブック」を発行している。これは水産資源の持続的利用を目的とし、環境省版では対象としていない海生生物含む水生生物を対象としたレッドデータブックである。評価基準及びカテゴリーは環境庁（現環境省）の1991年版カテゴリーに準じた絶滅危惧（種）、危急（種）、希少（種）、地域個体群に加え、独自のカテゴリーとして減少（種）、減少傾向、普通を設けている。最新のIUCNカテゴリー等に準拠しておらず独特のものであるため問題が指摘されている（鯨類#環境保全参照）。
日本の47都道府県全てで、レッドリスト（あるいはレッドデータブック）を作成・公表している。た、都道府県によっては、改定版を作成している場合もある。各地方自治体の状況に応じ、独自色をだしている（京都府レッドデータブックを参照）。千葉市、名古屋市、松山市などのように市町村レベルでのレッドデータブックを作成している地方自治体がある。
日本自然保護協会及び世界自然保護基金日本委員会の合同で、1989年に維管束植物のレッドデータブックが発行されている。
日本哺乳類学会においても、環境省とは独自に哺乳類のレッドリストを検討し、1997年に『レッドデータ 日本の哺乳類』を発表している。このレッドリストは、IUCN版の新旧両方のカテゴリーに対応している。